# 71. pehotna divizija (Avstro-Ogrska)
71. pehotna divizija (izvirno nemško 71. Infanterie-Division oz. nemško 71. Infanterietruppendivision) je bila pehotna divizija avstro-ogrske kopenske vojske, ki je bila aktivna med prvo svetovno vojno.

## Poveljstvo
Poveljniki 
- Anton Goldbach von Sulittaborn: avgust 1916 - november 1917